# Гребин (Мекленбург-Западна Померанија)
Гребин (њем. Grebbin) град је у њемачкој савезној држави Мекленбург-Западна Померанија. Једно је од 76 општинских средишта округа Пархим. Према процјени из 2010. у граду је живјело 500 становника. Посједује регионалну шифру (AGS) 13060029.

## Географски и демографски подаци
Гребин се налази у савезној држави Мекленбург-Западна Померанија у округу Пархим. Град се налази на надморској висини од 65 метара. Површина општине износи 24,7 km². У самом граду је, према процјени из 2010. године, живјело 500 становника. Просјечна густина становништва износи 20 становника/km².